# 정조문
정조문(鄭詔文, 1918년~1989년 2월)은 한국의 미술품 수집가이다.
1918년에 일제강점기 조선 경상북도 예천군에서 태어난 그는 6살 때 부모와 함께 일본으로 건너갔다. 부친의 독립운동으로 형편이 어려워 초등학교 3학년만 마치고 노동판을 전전하다 사업에 뛰어들었다. 그러다 1955년, 일본 교토의 고미술상에 놓인 조선 백자항아리를 발견한 것을 계기로 30여 년간 수집한 한국의 골동품 1,700여 점을 모두 헌납하고 자신의 집을 헌 자리에 미술관을 지었다. 통일된 한국 국가 이름인 '고려'를 붙여 고려미술관이라고 명명했으며, 분단된 조국을 부정하고 조선적을 유지한 채 고국인 한국에 귀국하지 않았다.

## 같이 보기
- 《정조문의 항아리》